# Sekaiichi
Sekaiichi (セカイイチ?) (セカイイチ?) Es una banda de rock japonesa de cuatro miembros que comenzó en el año 2001.  Firmaron con Toy's Factory en 2005, pero pasaron a Tearbridge Registros/Avex en 2010.
Su primer miniálbum fue lanzado en 2003 y también tuvieron su primera presentación en vivo ese mismo año.

## Miembros de la banda
- Kei Iwasaki (岩崎 慧 Iwasaki Kei?)
  - Vocalista, guitarrista
  - Fecha De Nacimiento: 8 de julio de 1982
  - Ciudad De Origen: Osaka

- Masayuki Nakauchi (中内 正之 Nakauchi Masayuki?)
  - Guitarrista
  - Fecha De Nacimiento: 13 de febrero de 1981
  - Ciudad Natal: Prefectura de Fukui

- Kentarō Izumi (泉 健太郎 Izumi Kentarō?)
  - Bajista
  - Fecha De Nacimiento: 12 de noviembre de 1977
  - Ciudad De Origen: Osaka

- Kyō Yoshizawa (吉澤 響 Yoshizawa Kyō?)
  - Baterista
  - Fecha De Nacimiento: 19 de mayo de 1978
  - Ciudad Natal: Prefectura de Nara

## Discografía

### Álbumes

#### Indie
1. Kyō Ano Hashi no Mukou Made(今日あの橋の向こうまで)
  - Fecha de lanzamiento: 26 de enero de 2005 (2.º lanzamiento)/ 10 de diciembre de 2003 (Tokiola Records)
  - Lista De Pistas:
    1. Kiitemasu ka Otsukisama? (聞いてますか お月様?)
    2. Hazunamono (はずなもの)
    3. Mikazuki (三日月)
    4. Shinzūriki (神通力)
    5. De seda, Sombrero (シルクハット)
    6. La sidra (さいだー)
    7. Kyō Ano Hashi no Mukō hecho (今日あの橋の向こうまで)

#### Major
1. Awai Aka a Kirei na Ao(淡い赤ときれいな青と)
  - Fecha De Lanzamiento: 25 de mayo de 2005
  - Lista De Pistas:
    1. Yūkei (夕景)
    2. Ame no bori (雨のぼり)
    3. Ishi kurobu (石コロブ)
    4. Dorekurai no Yoru (どれくらいの夜)
    5. Folk (フォーク)
    6. Piscina (プール)
    7. Yo no Naka no Sekai (井の中の世界)
    8. Utsukushiki Tooboe (美しき遠吠え)
    9. Furitashi no Uta (ふりだしの歌)
    10. Misora (ミソラ)
2. El arte en la Tierra
  - Fecha de Lanzamiento: 28 de junio de 2006
  - Lista De Pistas:
    1. Muñeca (ドール)
    2. Ukranie (ウクライナ)
    3. Asa a Yoru (朝と夜)
    4. Natsu no Owari, (夏の終わり、)(Fin del verano)

    5. Capsule (cápsula)
    6. Jōshō Kiryū (上昇気流)
    7. Kotoba (言葉)
    8. Nigromante(ネクロマンサー)
    9. Un rayo de Estilo (ライトニングスタイル)
    10. Niji (虹)
    11. Bokura no Uta (僕らの歌)
3. Sekai de Ichiban Kirai na Koto(世界で一番嫌いなこと)
  - Fecha de Lanzamiento: 21 de noviembre de 2007
  - Lista De Pistas:

  1. Yūki no Hana (勇気の花)
  2. Saigishin (さいぎしん)
  3. Binetsu Shōnen' (微熱少年)
  4. Monaka (モナカ)
  5. Rain/That/Something 

  6. 118
  7. Schneider (シュナイダー)
  8. Me and My Love (Mi Amor y Yo)
  9. Antenna (アンテナ)
  10. Kūchū Buranko (空中ブランコ)
4. Sekaiichi(セカイイチ)
  - Fecha de Lanzamiento: 25 de febrero de 2009
  - Lista De Pistas:
    1. New Pop Song Order 

    2. Aikotoba (合言葉)
    3. Atarimae no Sora (あたりまえの空)
    4. You Gotta Love (Tienes Amor)

    5. Last Waltz (El último Vals)

    6. Interludio
    7. Akari (あかり)
    8. Amai Jōnetsu (甘い情熱)
    9. Jaipur  Town
    10. Oil Shock

    11. Buriki no Tsuki (ブリキの月)
    12. Presente (ぷれぜんと)
    13. Subarashii Sekai (素晴らしい世界)(Maravilloso Mundo)

### Singles
1. Furidashi no Uta (ふりだしの歌)
  - Fecha de lanzamiento: 28 de abril de 2004/26 de enero de 2005
  - Lista de pistas:
    1. Furidashi no Uta (ふりだしの歌)
    2. Kaerimichi (帰り道)
    3. Misora (ミイラ)
2. Ishi Korobu (石コロブ)
  - Fecha de lanzamiento: 6 de abril de 2005
  - Lista de pistas:

  1. Ishi Korobu (石コロブ)
  2. Tawakoto Nikki (たわごと日記)
  3. Yubikiri (ゆびきり)
3. Niji (虹)
  - Fecha de lanzamiento: 2 de noviembre de 2005
  - Lista de pistas:

  1. Niji (虹)
  2. Wasureta Koto (忘れてた事)
4. En el Arte
  - Fecha de lanzamiento: 24 de mayo de 2006
  - Lista de pistas:

  1. Capsule (cápsula)
  2. Un rayo de Estilo (ライトニングスタイル)
  3. Shirube (しるべ)
5. Rain/That/Something
  - Fecha de lanzamiento: 27 de junio de 2007
  - Lista de pistas:

  1. Rain/That/Something (Lluvia/Que/Algo)

  2. Kanashii Kotoba (悲しいことば)
6. Akari (あかり)
  - Fecha de lanzamiento: 22 de octubre de 2008
  - Lista de pistas:

  1. Akari (あかり)
  2. Tegami (手紙)
  3. Kūchū Buranko (空中ブランコ)
7. Step On 

  - Fecha de lanzamiento: 3 de noviembre de 2010
  - Lista de pistas:

  1. Step On 

  2. Grace Kelly (グレース・ケリー)
  3. Bench (ベンチ)
  4. Sainō a Kaihō (才能と解放)

### DVD
1. Top Of The Clips

  - Fecha de lanzamiento: 16 de septiembre de 2009
  - La parte de los clips en vivo del DVD fue grabada en la Unidad Daikanyama  el 17 de mayo de 2009 durante el "Top De Los Clips Tour".[4]
  - Lista de pistas:
    - Clips:
      1. Sombrero de seda (シルクハット)
      2. Furidashi no Uta (ふりだしの歌)
      3. Ishi Korobu (石コロブ)
      4. Ame no Bori (雨のぼり)
      5. Niji (虹)
      6. Bokura no Uta (僕らの歌)
      7. Capsule (cápsula)
      8. Rain / That / Something
      9. Yūki no Hana (勇気の花)
      10. Atari (あかり)
      11. Buriki no Tsuki (ブリキの月)
      12. Presente (ぷれぜんと)

    - En vivo:
      1. New Pop Song Order
      2. Jaipur Town

      3. Atarimae no Sora (あたりまえの空)
      4. Last Waltz
      5. Amai Jōnetsu (甘い情熱)
      6. You Gotta Love
      7. Present (ぷれぜんと)
      8. Buriki no Tsuki (ブリキの月)
      9. Aikotoba (合言葉)
      10. Oil Shock
      11. I no Naka no Sekai (井の中の世界)
      12. Rain / That / Something
      13. Atari (あかり)
      14. Subarashii Sekai (素晴らしい世界)
      15. Kiitemasu ka Otsukisama? (聞いてますか お月様？)

### Otros
- Descarga
  - Presente (ぷれぜんと)
  - Fecha de lanzamiento: 14 de noviembre de 2008
  - Lista de pistas:
    1. Presente (ぷれぜんと)